# Michael Callan
Michael Callan (* 22. November 1935 als Martin Harris Calinieff in Philadelphia, Pennsylvania; † 10. Oktober 2022 in Woodland Hills, Kalifornien) war ein US-amerikanischer Schauspieler.

## Leben
Callan, der in seiner Jugend Gesangs- und Tanzunterricht erhielt, begann seine Karriere als Mickey Calin. Unter diesem Namen spielte er am Broadway Rollen in The Boy Friend (1954), Catch a Star (1955) und West Side Story (1957). Während einer Vorstellung wurde er von Joyce Selznick entdeckt, die als Talent-Scout für Columbia Pictures arbeitete, wo er schließlich einen Sieben-Jahres-Vertrag erhielt. Vor der Filmkamera stand er erstmals 1959 in dem Western Sie kamen nach Cordura an der Seite von Gary Cooper und Rita Hayworth. Wenngleich er die Rolle des Riff, den er in der Originalbesetzung von West Side Story am Broadway gespielt hatte, aufgrund seines Vertrags mit Columbia in der Filmversion nicht bekam, tanzte er 1961 in dem Film April entdeckt Hawaii. Später spielte er unter anderem in Die Sieger (1963), Cat Ballou – Hängen sollst du in Wyoming (1965), Der Todesritt der glorreichen 7 (1972) und Unzertrennlich (2003). Daneben wirkte er in zahlreichen Fernsehserien mit, so etwa in Quincy, Knight Rider und Mord ist ihr Hobby. Sein Schaffen umfasst 90 Produktionen, zuletzt trat er 2006 in The Still Life in Erscheinung.
Callan war dreimal verheiratet, mit Carlyn Chapman (1960–1967), Patricia Harty und Karen Malouf. Aus der Ehe mit Chapman gingen zwei Töchter hervor. Michael Callan starb im Oktober 2022 im Alter von 86 Jahren im Motion Picture & Television Country House and Hospital in Los Angeles.

## Filmografie (Auswahl)
- 1959: Sie kamen nach Cordura (They Came to Cordura)
- 1959: Menschen ohne Nerven (The Flying Fontaines)
- 1960: Pepe – Was kann die Welt schon kosten (Pepe)
- 1961: April entdeckt Hawaii (Gidget Goes Hawaiian)
- 1961: Die geheimnisvolle Insel (Mysterious Island)
- 1962: Der Tiger ist unter uns (13 West Street)
- 1962: Champagner in Paris (Bon Voyage!)
- 1962: Männer, die das Leben lieben (The Interns)
- 1963: Die Sieger (The Victors)
- 1964: Assistenzärzte (The New Interns)
- 1965: Cat Ballou – Hängen sollst du in Wyoming (Cat Ballou)
- 1972: Der Todesritt der glorreichen 7 (The Magnificent Seven Ride!)
- 1975: Der Gangsterboss von New York (Lepke)
- 1978: Die Katze und der Kanarienvogel (The Cat and the Canary)
- 1983: Psycho-Killer (Double Exposure)
- 1983: Das Frauenlager (Chained Heat)
- 1988: Freeway – Der wahnsinnige Highway-Killer (Freeway)
- 1995: Leprechaun 3 – Tödliches Spiel in Las Vegas (Leprechaun 3)
- 2003: Unzertrennlich (Stuck on You)